# Doda

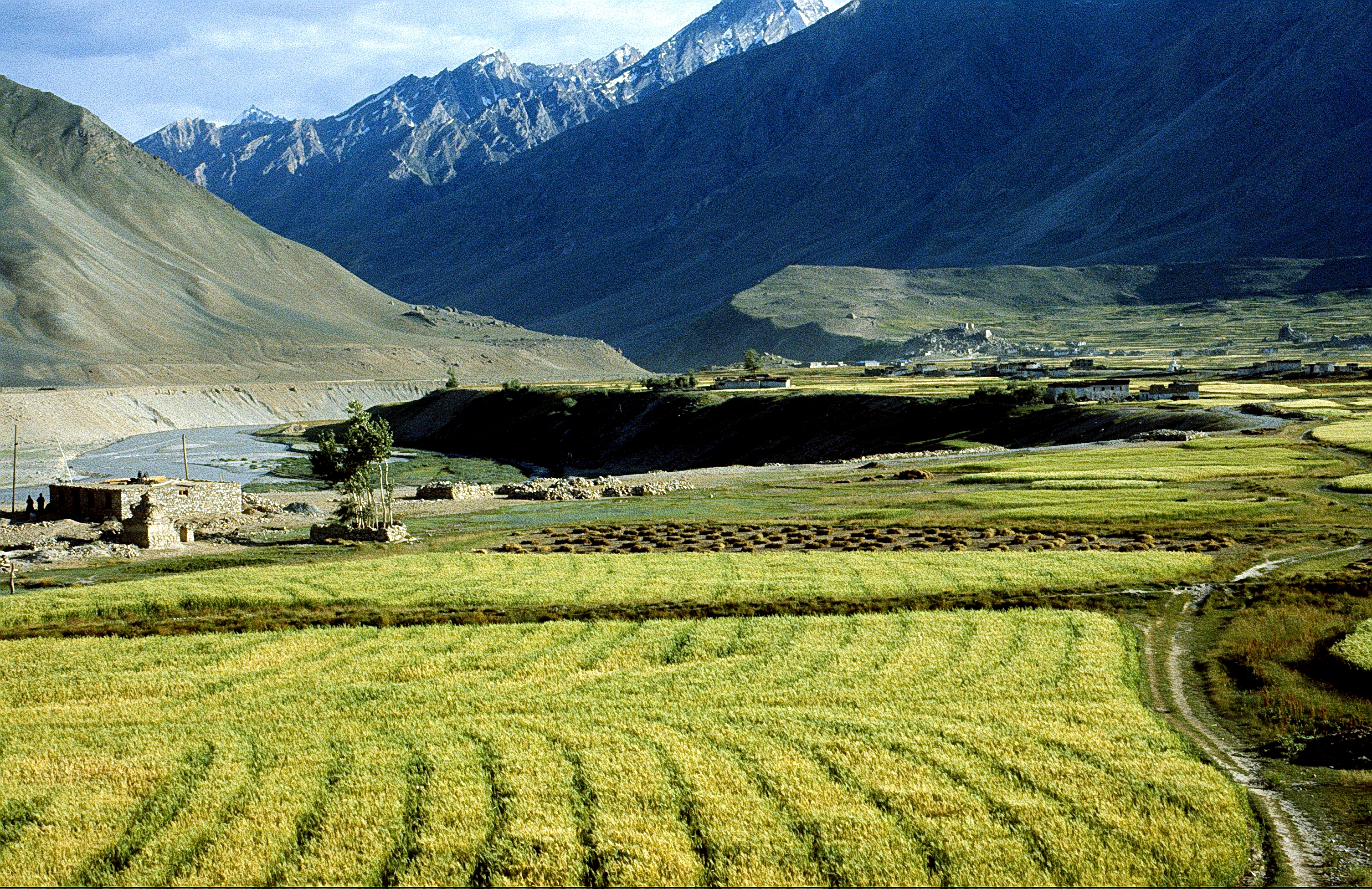
El riu al Monestir Kursha

El Doda o Stod River és un riu de Jammu i Caixmir sota administració de l'Índia. Corre també per l'estat de Ladakh. El naixement del riu és la glacera Drang Drung al Pensi La.
El riu corre per la vall de Padum i s'uneix al riu Tsarap per formar el riu més gran anomenat Zanskar.